# Mario Castelnuovo-Tedesco
Mario Castelnuovo-Tedesco (Firenze, 3 aprile 1895 – Beverly Hills, 16 marzo 1968) è stato un compositore e pianista italiano naturalizzato statunitense.

## Biografia
Mario Castelnuovo-Tedesco nacque a Firenze il 3 aprile del 1895 in una famiglia di banchieri senesi di origine ebraica. Suo padre era Amedeo, i suoi fratelli maggiori Ugo (nato nel 1890, avvocato) e Guido (nato nel 1891, ingegnere). Mostrò fin da piccolo un precoce talento musicale. Ricevute le prime lezioni di piano dalla madre, Noemi Senigaglia, si iscrisse al Conservatorio Luigi Cherubini di Firenze, dove studiò pianoforte con Edgardo Del Valle de Paz (1861-1920), pianista e compositore allievo di Beniamino Cesi presso il Conservatorio di Napoli, e quindi composizione con Ildebrando Pizzetti, che, giunto a Firenze da Parma nel 1908, era il musicista allora più significativo in città (a lui Castelnuovo-Tedesco dedicherà anche uno dei suoi "Caprichos de Goya").
Ottenuto nel 1914 il diploma di pianoforte e nel 1918 quello di composizione, Castelnuovo-Tedesco riscosse sin dall'inizio della carriera ottimi consensi in tutta Europa come concertista e compositore. La sua produzione attrasse l'attenzione di Alfredo Casella, che la incluse nel repertorio della Società Nazionale di Musica (fondata da Casella nel 1917) e già nel 1922 opere di Castelnuovo-Tedesco furono eseguite a Salisburgo al primo festival della International Society for Contemporary Music. Nel 1925, con La mandragola, vinse un importante concorso di composizione e l'opera fu rappresentata al Teatro La Fenice di Venezia.
Arturo Toscanini e la New York Philharmonic Orchestra presentarono in prima rappresentazione diverse opere di Castelnuovo-Tedesco, inclusi I profeti (Concerto per violino no. 2) nel 1933 con Jascha Heifetz come solista e, nel 1935, il Concerto per violoncello con Gregor Piatigorsky come solista. Nel 1932 Castelnuovo-Tedesco incontrò a Venezia per la prima volta Andrés Segovia con il quale stabilì una collaborazione destinata a protrarsi negli anni e che avrebbe fatto di Castelnuovo-Tedesco uno dei più importanti compositori del Novecento per chitarra classica.
A Firenze prese parte attiva alla vita musicale e culturale, non solo con la sua musica ma con una vasta produzione saggistica e collaborando con Vittorio Gui alla nascita del Maggio Musicale Fiorentino. Nel 1939 a causa delle leggi razziali promulgate dal regime fascista, i compositori ebrei italiani si trovarono senza lavoro, le loro opere messe al bando. Al pari dei colleghi Renzo Massarani e Vittorio Rieti, Castelnuovo-Tedesco si vide costretto a lasciare l'Italia con la sua famiglia. Grazie all'aiuto offertogli da Arturo Toscanini, Jascha Heifetz e Albert Spalding, si trasferì negli Stati Uniti, dapprima a New York, dove al suo arrivo nel 1939 poté esibirsi come solista al pianoforte per la prima esecuzione del suo Concerto n.2 per pianoforte con la New York Philharmonic Orchestra, in un concerto diretto da John Barbirolli.
Ricevette quindi un contratto (e un lavoro stabile) a Hollywood con la Metro-Goldwyn-Mayer affermandosi come stimato autore di colonne sonore per film. 11 sono quelle che furono a lui accreditate, ma tra il 1940 e il 1971 furono oltre 200 quelle a cui collaborò (non accreditato) nel ruolo di compositore di musiche originali o come arrangiatore. Accanto alla carriera cinematografica, Castelnuovo-Tedesco continuò la sua attività di compositore di musica classica e dal 1946 lavorò come insegnante di composizione al conservatorio di Los Angeles.
Ebbe tra i suoi allievi musicisti del calibro di Elmer Bernstein, Jerry Goldsmith, John Williams, Henry Mancini, André Previn, Nelson Riddle. Aveva anche stretti contatti con Robert Strassburg Nel 1946 Castelnuovo-Tedesco ottenne la cittadinanza americana, ma rimase molto legato all'Italia, tornandovi di frequente in visita o per lavoro. Nel 1958 vinse il Concorso Campari con l'opera Il mercante di Venezia, che fu rappresentata nel 1961 al Maggio Musicale Fiorentino sotto la direzione di Franco Capuana con Rosanna Carteri e Renato Capecchi. Castelnuovo-Tedesco morì a Beverly Hills in California il 17 marzo 1968.
Nel 2000 il ricchissimo archivio contenente i manoscritti musicali e la corrispondenza epistolare del compositore fu donato nella sua interezza dagli eredi alla Library of Congress di Washington a formare la Mario Castelnuovo-Tedesco Collection. Il fondo, che il compositore stesso aveva avviato nel 1966, si era già arricchito tra il 1970 e il 1978 con una serie di donazioni da parte della vedova. Consiste oggi in 161 scatole di materiale manoscritto. Il catalogo è accessibile online. Nel 2005 venne pubblicata in Italia, con il titolo Una vita di musica: un libro di ricordi, l'autobiografia del Maestro, che aveva scritto nel dopoguerra.
Il 23 gennaio 2018, ottant’anni dopo le leggi razziali e nel 50º anniversario della morte, gli sono stati dedicati il Premio del Presidente della Repubblica Italiana e la Medaglia della Camera dei Deputati.

## Composizioni
Castelnuovo-Tedesco fu un autore molto prolifico. Nel corso della sua carriera scrisse, tra l'altro, sei opere liriche, cinque oratori, undici ouverture per altrettanti lavori shakespeariani, quattro balletti, concerti per pianoforte, violino, chitarra, violoncello, arpa e oboe, oltre cento composizioni per pianoforte e altrettante per chitarra, più di cento composizioni corali, quasi quattrocento composizioni vocali e un gran numero di composizioni cameristiche.
Dotato di una vena melodica ricchissima e fluente, Castelnuovo-Tedesco eccelse soprattutto nel campo della musica vocale: «Ho scritto una grande quantità di melodie vocali nella mia vita; ne ho pubblicate centocinquanta (per non parlare di quante sono rimaste inedite nel cassetto) e le ho composte in tutte le lingue che conosco - italiano, francese, inglese, tedesco, spagnolo, latino. La mia ambizione e, ancora più, una urgenza profonda, è sempre stata quella di unire la mia musica ai testi poetici che hanno destato il mio interesse e la mia emozione, per coglierne l'espressione lirica».
Compositore colto e raffinato, musicò autori come Dante, Cavalcanti, Petrarca, Vogelweide, Cervantes, Shakespeare, Lorca, Whitman. Accanto agli autori classici e contemporanei, la propria cultura ebraica fu fonte di continua ispirazione per il compositore, che scrisse opere di argomento biblico o per la liturgia sinagogale. La preparazione tecnica solidissima gli permise di avere un dominio assoluto della forma e del contrappunto. Nel secondo dopoguerra fu criticato (anche aspramente) per il suo linguaggio conservatore, legato in egual misura al romanticismo tardo ottocentesco, all'impressionismo e al folklore spagnolo.
Oggi è ricordato dal grande pubblico soprattutto per la sua produzione per chitarra, strumento a cui si dedicò con attenzione per tutta la vita, e a cui regalò alcune delle sue pagine più ispirate e autobiografiche. Un elenco delle sue opere più famose comprende i seguenti brani:

### Opere per pianoforte
- English Suite (1909)
- Questo fu il carro della morte op.2 (1913)
- Il raggio verde (1916)
- I naviganti op. 13 (1919)
- Alghe (1919)
- I cipressi op. 17 (1920)
- La sirenetta e il pesce turchino (1920)
- Vitalba e biancospino (1921)
- Le danze del re David. Rapsodia ebraica op. 37 (1925)
- Alt Wien. Rapsodia viennese (1923)
- Piedigrotta (1924)op. 32
- Tre corali su melodie ebraiche (1926)
- Sonata (1928)
- Candide (1944)
- Suite nello stile italiano op.138 (1947)
- Evangelion (1947)
- Six canons, op.142
- Greeting cards op.170 (1954)
- Ricercare sul nome di Dallapiccola (1958)
- Sonatina zoologica op.187(1961)

### Opere per chitarra
- Variazioni (attraverso i secoli...) op. 71 (1932)
- Sonata (omaggio a Boccherini) op. 77 (1934)
- Capriccio diabolico (omaggio a Paganini) op. 85a (1935)
- Tarantella e Aranci in fiore op. 87 (1936)
- Variations plaisantes sur un petite air populaire op. 95
- Rondò op. 129 (1946)
- Escarramán op. 177 (1955)
- Tre preludi mediterranei (in memoriam Renato Bellenghi) (1955)
- Passacaglia (omaggio a Roncalli) op. 180 (1956)
- 24 Caprichos de Goya op. 195 (1961)
- Appunti op. 210 (1967)
- Suite op.133

### Concerti
- Concerto n. 1 (L'Italiano) per violino e orchestra (1924)
- Concerto n. 1 per pianoforte e orchestra (1928)
- I profeti, Concerto n. 2 per violino e orchestra op. 66 (1933)
- Concerto per violoncello e orchestra (1935)
- Concertino per arpa e orchestra da camera op. 93 (1937)
- Concerto n. 1 per chitarra e orchestra op. 99 (1939)
- Concerto n. 2 per pianoforte e orchestra (1939)
- Sérénade per chitarra e orchestra, op. 118 (1943)
- Concerto n. 2 per chitarra e orchestra op. 160 (1953)
- Concerto per due chitarre e orchestra op. 201 (1962)

### Composizioni vocali
- Coplas op. 7 (1915), per canto e pianoforte
- 33 Shakespeare Songs op. 24 (1921-1922), per canto e pianoforte
- 1930 op. 36 (1925), per canto e pianoforte
- Quattro sonetti da "La Vita Nova" op. 41 (1926), per canto e pianoforte
- Due sonetti del Petrarca op. 74a (1933), per canto e pianoforte
- Trois poèmes de la Pléïade op. 79 (1934), per canto e pianoforte
- Romancero gitano op. 152 (1951), per coro misto e chitarra
- Ballata dall'esilio op. R180a (1956), per canto e chitarra
- Platero y yo op. 190 (1960), per narratore e chitarra
- The Divan of Moses-Ibn-Ezra op. 207 (1966), per canto e chitarra

### Musica da camera
- Trio n. 1 op. 49, per violino, violoncello e pianoforte
- Sonata op. 50 (1928), per violoncello e pianoforte
- Sonata - quasi una fantasia op. 56 (1929), per violino e pianoforte
- Trio n. 2 op. 70, per violino, violoncello e pianoforte
- Toccata op. 83 (1935), per violoncello e pianoforte
- Sonata op. 128 (1945), per clarinetto e pianoforte
- Quintetto op. 143 (1951), per chitarra e archi
- Fantasia op. 145 (1950), per chitarra e pianoforte
- Concerto da camera op. 146 (1950), per oboe e archi
- Sonatina canonica op. 196 (1961), per due chitarre
- Les guitares bien tempérées op. 199 (1962), per due chitarre
- Sonatina op. 205 (1965), per flauto e chitarra
- Ecloghe op. 206 (1966), per flauto, corno inglese e chitarra
- Sonata op. 208 (1967), per violoncello e arpa
- Fuga elegiaca op. R210a (1967), per due chitarre
- Quintetto n 1 per pianoforte e archi op 69 (1932)
- Quintetto n 2 per pianoforte e archi op 155 " Ricordi della campagna toscana " (1951)

### Opere liriche e musiche di scena
- La mandragola op.20 - in 3 atti da Machiavelli (1920-23 prima esecuzione 1926 Venezia, Teatro la Fenice; revisione del 2° Atto 1928 Wiesbaden, Staatsoper)
- The Merchant of Venice op.181 - in 3 atti da Shakespeare(1956 prima esecuzione il 25 maggio 1961 Firenze, Teatro comunale)
- All's well that ends well op.182 - in 3 atti (1955-58; ineseguita)
- Saul op.191 - in 3 atti da Vittorio Alfieri (1958-60; ineseguita)
- The importance of being Earnest - L'importanza di esser Franco op.198 - in 3 atti da Oscar Wilde; libretto inglese e italiano (del compositore) (1961-62 prima esecuzione 1972 Auditorium RAI di Roma; 1975 New York, La Guardia)
- Aucassin et Nicolette op.98 - per marionette (Teatro Comunale di Firenze, 1952 con Suzanne Danco)
- Savonarola di Rino Alessi op. 81 - in 3 musica di scena (Piazza della Signoria di Firenze 1935 diretta da Fernando Previtali con Memo Benassi, Fosco Giachetti, Filippo Scelzo, Ernesto Sabbatini, Pio Campa, Carlo Tamberlani, Nando Tamberlani, Luigi Almirante e Carlo Lombardi)
- I giganti della montagna di Pirandello op.95 - musica di scena (Firenze 1936)

### Balletti
- Bacco in Toscana op.39 - (Teatro alla Scala di Milano 1931 con Iris Adami Corradetti)
- The Octoroon Ball op.136 - (? 1947)

### Colonne sonore
Elenco completo degli 11 film, dei quali Castelnuovo-Tedesco fu accreditato come "autore della colonna sonora"
- 1. Il ritorno del vampiro (The Return of the Vampire), regia di Lew Landers (1944)
- 2. The Black Parachute, regia di Lew Landers (1944)
- 3. She's a Soldier Too, regia di William Castle (1944)
- 4. Dieci piccoli indiani (And Then There Were None), regia di René Clair (1945)
- 5. Prigionieri del destino (Time Out of Mind), regia di Robert Siodmak (1947)
- 6. Gli amori di Carmen (The Loves of Carmen), regia di Charles Vidor (1948)
- 7. Viva Robin Hood (Rogues of Sherwood Forest), regia di Gordon Douglas (1950)
- 8. Fiesta d'amore e di morte (The Brave Bulls), regia di Robert Rossen (1951)
- 9. La maschera del vendicatore (Mask of the Avenger), regia di Phil Karlson (1951)
- 10. Salvate il re (The Brigand), regia di Phil Karlson (1952)
- 11. La lunga notte (The Long Wait), regia di Victor Saville (1954)

Elenco dei film, ai quali Castelnuovo-Tedesco collaborò (non accreditato) come "compositore di musiche originali"
- The Stars Look Down <versione americana>, regia di Carol Reed (1940)
- Il dottor Jekyll e Mr. Hyde (Dr. Jekyll and Mr. Hyde), regia di Victor Fleming (1941)
- Follia (Rage in Heaven), regia di W. S. Van Dyke (1941)
- The Affairs of Martha, regia di Jules Dassin (1942)
- Vendetta, regia di Joseph M. Newman - cortometraggio (1942)
- Incontro a Bataan (Somewhere I'll Find You), regia di Wesley Ruggles (1942)
- Un americano a Eton (A Yank at Eton), regia di Norman Taurog (1942)
- La sirena del Congo (White Cargo), regia di Richard Thorpe (1942)
- La grande fiamma (Reunion in France), regia di Jules Dassin (1942)
- Prigioniera di un segreto (Keeper of the Flame), regia di George Cukor (1942)
- Journey for Margaret, regia di W. S. Van Dyke (1942)
- Mr. Blabbermouth! - cortometraggio (1942)
- Gente allegra (Tortilla Flat), regia di Victor Fleming (1942)
- Fingers at the Window (1942)
- Harrigan's Kid (1943)
- Mademoiselle Du Barry (DuBarry Was a Lady), regia di Roy Del Ruth (1943)
- Bataan, regia di Tay Garnett (1943)
- Torna a casa, Lassie! (Lassie Come Home), regia di Fred M. Wilcox (1943)
- Whistling in Brooklyn, regia di S. Sylvan Simon (1943)
- La croce di Lorena (The Cross of Lorraine), regia di Tay Garnett (1943)
- Forgotten Treasure, regia di Basil Wrangell (1943)
- Hitler's Madman, regia di Douglas Sirk (1943)
- Al di sopra di ogni sospetto (Above Suspicion), regia di Richard Thorpe (1943)
- Plan for Destruction, regia di Edward L. Cahn (1943)
- In Our Time, regia di Vincent Sherman (1944)
- Crepi l'astrologo (The Heavenly Body), regia di Alexander Hall e Vincente Minnelli (1944)
- Angoscia (Gaslight), regia di George Cukor (1944)
- Mr. Winkle Goes to War, regia di Alfred E. Green (1944)
- Lo spettro di Canterville (The Canterville Ghost), regia di Jules Dassin (1944)
- Secret Command, regia di A. Edward Sutherland (1944)
- La signora Parkington (Mrs Parkington), regia di Tay Garnett (1944)
- Gentle Annie, regia di Andrew Marton (1944)
- Dancing in Manhattan (1944)
- Sergeant Mike, regia di Henry Levin (1944)
- The Mark of the Whistler, regis di William Castle (1944)
- Barbary Coast Gent, regia di Roy Del Ruth (1944)
- Address Unknown, regia di William Cameron Menzies (1944)
- Rationing, regia di Willis Goldbeck (1944)
- Two-Man Submarine, regia di Lew Landers (1944)
- Main Street After Dark, regia di Edward L. Cahn (1945)
- Il ritratto di Dorian Gray (The Portrait of Dorian Gray), regia di Albert Lewin (1945)
- Without Love, regia di Harold S. Bucquet (1945)
- L'ora di New York (The Clock), regia di Vincente Minnelli (1945)
- Il figlio di Lassie (Son of Lassie), regia di Sylvan Simon (1945)
- La valle del destino (The Valley of Decision), regia di Tay Garnett (1945)
- Demone bianco (Bewitched), regia di Arch Oboler (1945)
- The Hidden Eye, regia di Richard Whorf (1945)
- Il sole spunta domani (Our Vines Have Tender Grapes), regia di Roy Rowland (1945)
- I Love a Mystery, regia di Henry Levin (1945)
- The Crime Doctor's Courage (1945)
- Io ho ucciso! (The Strange Affair of Uncle Harry), regia di Robert Siodmak (1945)
- Voice of the Whistler, regia di William Castle (1945)
- Prison Ship, regia di Arthur Dreifuss (1945)
- A Letter for Evie, regis di Jules Dassin (1946)
- Bascomb il mancino (Bad Bascomb), regia di Sylvan Simon (1946)
- Tragico segreto (Undercurrent), regia di Vincente Minnelli (1946)
- Il veleno del peccato (Night Editor), regia di Henry Levin (1946)
- Dangerous Business,  regia di D. Ross Lederman (1946)
- Il coraggio di Lassie (Courage of Lassie), regia di Fred M. Wilcox (1946)
- Shadowed, regia di John Sturges (1946)
- Desiderami (Desire Me), regia di George Cukor (1947)

Elenco (parziale) di film ai quali Castelnuovo-Tedesco collaborò (non accreditato) come "arrangiatore"
- Sette ragazze innamorate (Seven Sweethearts), regia di Frank Borzage (1942)
- Mi chiamo Giulia Ross (My Name Is Julia Ross), regia di Joseph H. Lewis (1945)
- Il ritorno del campione (The Stratton Story), regia di Sam Wood (1949)
- Batman and Robin, regia di Spencer Gordon Bennet (1949)
- Il corsaro (Captain Pirate), regia di Ralph Murphy (1952)
- L'uomo nell'ombra (Man in the Dark), regia di Lew Landers (1953)